# کیم مین سوک (خواننده)
کیم مین سوک (کره‌ای: 김민석؛ زادهٔ ۲۶ اوت ۱۹۹۱) خواننده و ترانه‌پرداز اهل کره جنوبی است که بیشتر به عنوان عضو گروه دونفرهٔ کره‌ای ملومانس شناخته می‌شود. در نوامبر ۲۰۲۲، کیم در گروه پروژه‌ای گوماک بویز نیز فعالیت داشت؛ این گروه از طریق برنامهٔ واقع‌نمایی به همین نام، تولیدشده توسط کاکائو انترتینمنت، شکل گرفت. تک‌آهنگ انفرادی او در سال ۲۰۲۱ با عنوان «اعتراف مست» که یک بازخوانی از ترانهٔ سال ۲۰۰۵ خواننده کره‌ای به نام فیل (Feel) بود، به مدت پنج هفته در صدر جدول دیجیتال گائون کره جنوبی قرار داشت.

## فعالیت‌های خیرخواهانه
در ژانویهٔ ۲۰۲۳، کیم مبلغ ۳۵ میلیون وون به «صندوق رفاه اجتماعی مهر عشق» اهدا کرد و به همراه برادر کوچکش کیم وو سوک در کارزار «اشتراک امید ۲۰۲۳» مشارکت داشت.